# Oberwohlsbach
Oberwohlsbach ist ein Stadtteil der oberfränkischen Stadt Rödental im Landkreis Coburg.

## Lage

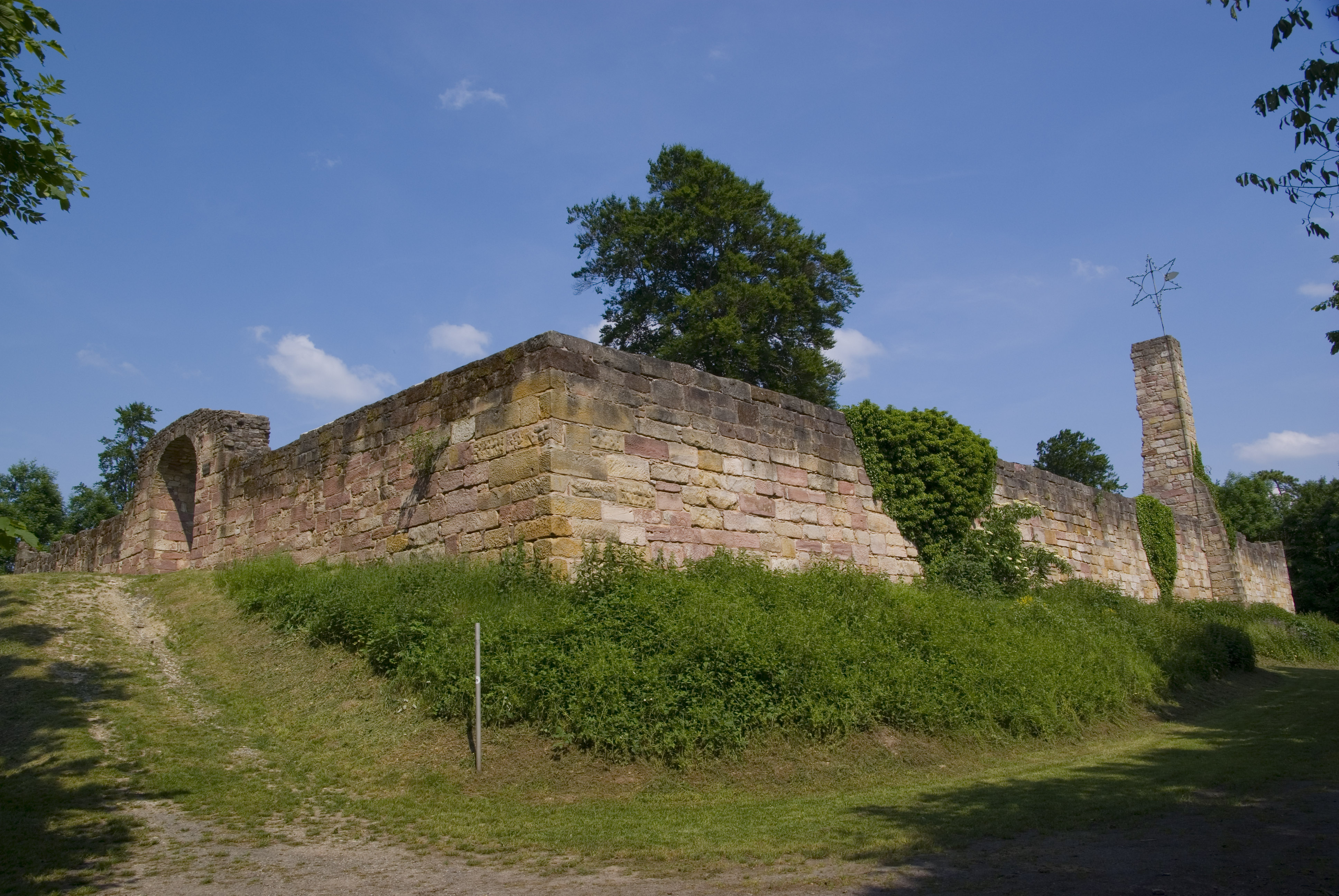
Ruine der Lauterburg bei Oberwohlsbach

Oberwohlsbach liegt an einem Berghang am Ufer der Itz. Es handelt sich dabei um den Südhang des Spitzberges, eines Ausläufers der Hohen Schwenge im südlichen Thüringer Wald. Oberhalb des Dorfes befindet sich die Ruine der Lauterburg.
Nördlich von Oberwohlsbach befindet sich im Tal der Itz der sogenannte Froschgrund.
Zu Oberwohlsbach gehört seit dem 1. Juli 1869 die Wüstung Lauterburg.

## Geschichte
Die Siedlung wurde erstmals 1317 als „obern Wolfeswac“ urkundlich erwähnt. Wac bedeutete im Mittelhochdeutschen bewegtes Wasser, aber auch Tümpel.
Im Jahr 1445 lebten 2 und im Jahr 1618 22 wehrfähige Männer in dem Ort.
1845 errichtete Oberwohlsbach zusammen mit Unterwohlsbach ein Schulhaus, das 1971 abgerissen wurde. Ein Schulneubau wurde am 2. Januar 1965 geweiht, 1967 mit Oeslau ein neuer Schulverband gegründet. Von 1968 bis 1982 wurde eine Flurbereinigung durchgeführt.
Das Dorf wurde am 1. Januar 1972 in die Stadt Rödental eingemeindet.
Von 1497 bis 1997 wurde in Oberwohlsbach Bier gebraut, ursprünglich in einer Schenke im „Haus am Berg“. Ab den 1850er Jahren hieß die Brauerei Lauterburgbräu, deren Bier im Gasthaus Zur Lauterburg ausgeschenkt wurde. 1997 wurde die kleine Brauerei geschlossen.

## Einwohnerentwicklung
| Jahr | Einwohnerzahl |
| ---- | ------------- |
| 1856 | 226           |
| 1910 | 264           |
| 1933 | 264           |
| 1939 | 268           |

| Jahr | Einwohnerzahl |
| ---- | ------------- |
| 1950 | 390           |
| 1960 | 320           |
| 1970 | 389           |
| 2011 | 450           |

## Verkehr
Oberwohlsbach liegt unweit der Staatsstraße Rödental–Schalkau. Nordwestlich des Ortes wird die Neubaustrecke Ebensfeld–Erfurt gebaut. Durch die Ortsumgehung Rödental (Bundesstraße 4), die im Tal zwischen Unter- und Oberwohlsbach verläuft, hat Oberwohlsbach mit der Ausfahrt Neustadt bei Coburg einen Anschluss an die Bundesautobahn 73. Der Stadtbus Rödental verbindet Oberwohlsbach mit dem Bahnhof und dem Ortskern.

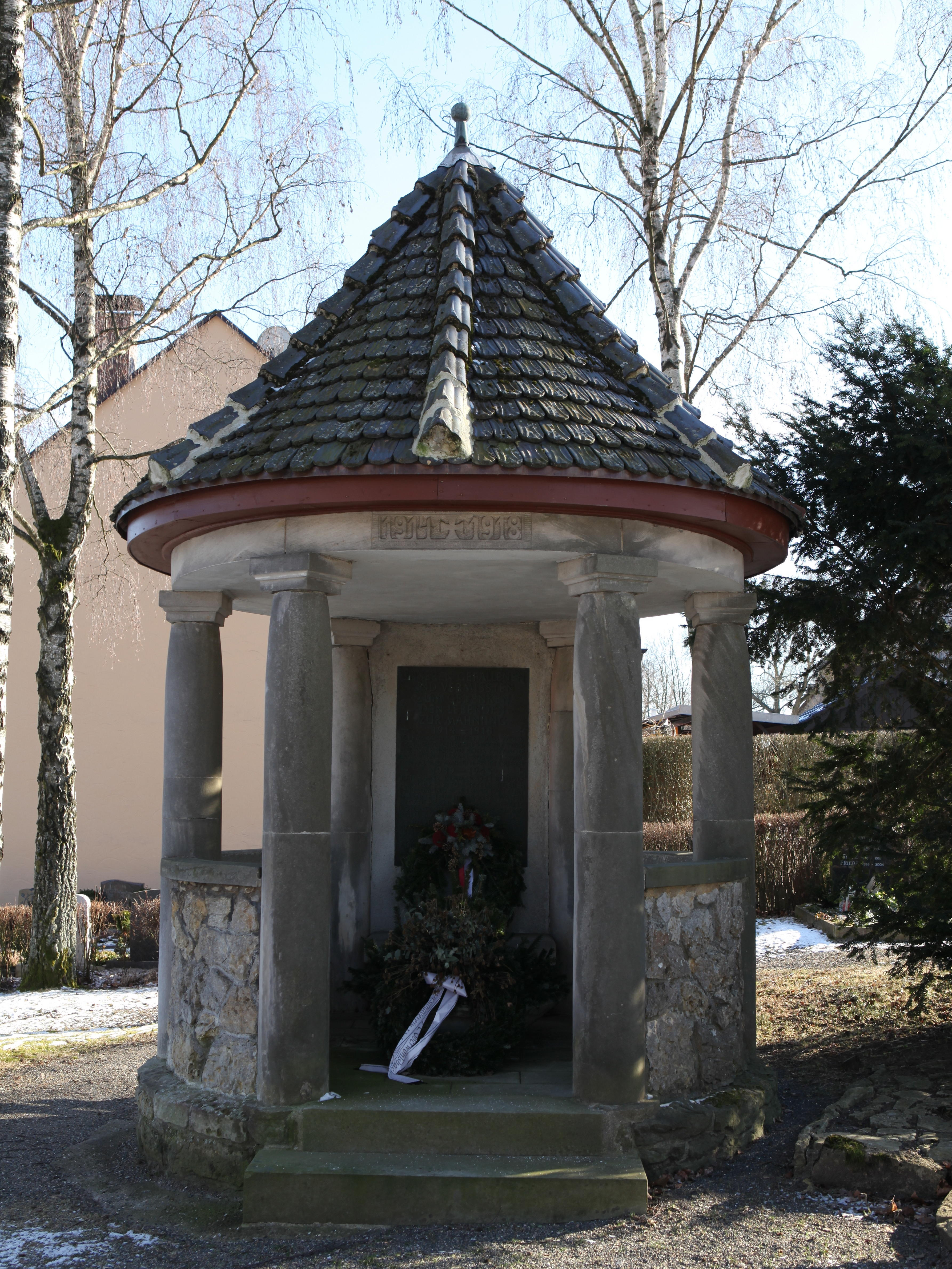
Kriegerdenkmal, Rundtempel mit dorischen Säulen und Brüstungsmauern aus Bruchstein, ziegelgedecktes Kegeldach

## Sehenswürdigkeiten
- Ruine der Lauterburg
- Friedhof mit Kapelle und einem denkmalgeschützten Kriegerdenkmal

## Veranstaltungen
Am 30. April jeden Jahres findet im Ortskern von Oberwohlsbach das sogenannte Maibaumfest statt, am darauffolgenden Feiertag auf der Ruine oberhalb des Ortes das Lauterburgfest.

## Dialekt
In Oberwohlsbach wird Itzgründisch, ein mainfränkischer Dialekt, gesprochen.